# Ревность (фильм, 1945)
«Ревность» (англ. Jealousy) — фильм нуар режиссёра Густава Махаты, который вышел на экраны в 1945 году.
Фильм рассказывает о женщине-водителе такси Джанет Урбан (Джейн Рэндолф), которая не счастлива в браке с мужем Питером (Нильс Эстер). Когда-то в Европе он был успешным писателем, однако после неудачи в США стал пить и проявлять склонность к самоубийству. Джейн начинает встречаться с успешным врачом, доктором Брентом (Джон Лодер), однако ревнивый муж тайно за ней следит. Вскоре Питера находят мёртвым, и Джанет признают виновной в его убийстве. Однако Брент, который уверен в её невиновности, незадолго до казни женится на Джанет, а в последний момент находит настоящего убийцу.
Современные критики оценивают картину в целом положительно, отмечая её высокий художественный уровень по сравнению с другими лентами небогатой студии Republic Pictures, а также интересные творческие решения режиссёра Густава Махаты.

## Сюжет
Очаровательная молодая голливудская женщина Джанет Урбан (Джейн Рэндолф) три года назад вышла замуж за Питера Урбана (Нильс Эстер), успешного европейского писателя, который с началом Второй мировой войны был вынужден бежать в США. В течение двух лет Питер много работал, однако добиться успеха ему так и не удалось, и в конце концов он опустил руки и начал пить. Чтобы содержать семью, Джанет устроилась работать таксисткой, во время своих продолжительных рабочих смен размышляя о своей неудавшейся личной жизни. Однажды она подвозила очаровательного врача Дэвида Брента (Джон Лодер), с которым возник разговор о музыке Брамса. Высадив Дэвида у его дома, Джанет вскоре обнаружила в машине его медальон, после чего вернулась, чтобы отдать его Дэвиду. Он пригласил её в дом, чтобы послушать пластинку Брамса, однако в этот момент раздался телефонный звонок из Бостона от женщины, которую Дэвид назвал Моника. Решив, что доктору звонит его жена, Джанет незаметно ушла. Тем временем Питер приходит в ломбард, где меняет свой подарочный портсигар на пистолет. Поздно вечером дома Питер оставляет записку: «Я слишком устал, чтобы начинать всё сначала», после чего уходит в гараж, чтобы застрелиться. Почувствовав неладное, Джанет прибегает в гараж, где успевает остановить мужа в последний момент. Понимая, что Питер находится в глубоком психологическом кризисе, она умоляет его пойти работать, хотя и мало верит в это. Пистолет она на всякий случай забирает, пряча его в своём шкафчике на работе. Некоторое время спустя, когда Питер, Джанет и старый знакомый Питера, тоже эмигрант Хьюго Крал (Хьюго Хаас) вместе ужинают в ресторане, Джанет, чтобы порадовать мужа, возвращает ему его портсигар, который выкупила накануне. Однако этот поступок жены вызывает у Питера не благодарность, а взрыв ярости, так как он заключает, что она специально решила унизить его перед Хьюго, показав, что он живёт за её счёт. Когда Питер начинает напиваться и вести себя непристойно, Джанет встаёт из-за стола и уходит. На выходе из ресторана она случайно сталкивается с Дэвидом, который предлагает подвезти её домой. Видя, насколько Джанет расстроена, Дэвид завозит её в ночное кафе, чтобы немного успокоить. В ходе разговора Дэвид упоминает, что доктор Моника Андерсон (Карен Морли) не его жена, а коллега, на паях с которой он владеет клиникой.
Джанет и Дэвид стали встречаться, и некоторое время спустя, когда Моника возвращается в Лос-Анджелес, Дэвид рассказывает ей о своих чувствах к Джанет. Это крайне расстраивает Монику, которая тайно влюблена в Дэвида. Тем временем всё более мрачный Питер начинает подозревать, что Джанет завела роман на стороне, заявляя Хьюго, что она хочет от него избавиться. Однако вскоре настроение Питера меняется к лучшему, когда ему предлагают работу переводчика в университете. Однако когда она узнаёт, что его пригласили по чьей-то рекомендации, а не потому, что он уважаемый писатель, он отказывается от предложения. Вечером Питер встречает Джанет после работы, настаивая на том, чтобы они поехали на пляж. Там он кормит чаек отравленной едой, вероятно, давая понять, что способен пойти на убийство, если Джанет от него уйдёт. После этого случая Джанет начинает опасаться мужа. Она достаёт из шкафчика пистолет, перекладывая его на всякий случай в свою сумочку. На следующий день Джанет приходит за поддержкой в клинику к Дэвиду, однако тот, как выясняется, уехал в командировку в Сан-Франциско. В офисе она встречает Монику, которая приглашает Джанет на обед. На следующий день Питер начинает следить за Джанет, наблюдая, как она приезжает в дом Моники. Некоторое время спустя он видит, как Дэвид провожает Джанет до автобусной остановки, они целуются, и он дарит ей свой счастливый медальон.
Дома во время оформления рождественской ёлки в присутствии Хьюго, Питер объявляет Джанет, что собирается продать дом и переехать вместе с ней в Мехико, где ожидается выход его новой книги. В ответ на его слова Джанет заявляет Питеру, что скорее уйдёт от него, чем уедет из своего дома. Между тем Дэвид сообщает Монике, что собирается оставить совместную практику и перейти на научную работу в Школу медицины Джонса Хопкинса. Он планирует, что Джанет после развода Питером выйдет за него замуж, и они вместе уедут в Балтимор, где расположена школа. Моника с трудом скрывает своё раздражение по поводу слов Дэвида. И вскоре она приглашает Джанет отправиться вместе в торговый центр за рождественскими подарками. Когда Моника замечает в сумочке Джанет пистолет, та объясняет, что держит его для самообороны, так как опасается Питера. После обеда Джанет обнаруживает, что пропала её сумочка, и направляется по торговому центру на её поиски. Тем временем кто-то проникает в дом Урбанов и убивает спящего Питера из пистолета, имитируя самоубийство. Так и не найдя сумочку, Джанет приходит домой, где видит, что Питер застрелен. Полиция приходит к заключению, что это было самоубийство, однако Моника подталкивает Хьюго к заключению, что Питер не мог застрелиться, так как в тот момент был слишком пьян. Продолжая обрабатывать Хьюго, Моника навещает его на киностудии, где тот работает статистом. Она рассказывает ему, что они с Джанет на какое-то время расставались в торговом центре, и кроме того, Джанет имела доступ к пистолету Питера, соответственно только у неё была возможность застрелить мужа. В этой связи Хьюго вспоминает о взрывоопасных отношениях между Джанет и Питером в последнее время, после чего приходит к убеждению, что Джанет могла убить мужа. Незаметно для окружающих Моника сжигает в печи во дворе своего дома сумочку Джанет.
В конце концов дело доходит до суда, где Джанет признают виновной в убийстве первой степени и приговаривают к двадцати годам тюремного заключения. Однако за день до вынесения приговора Дэвид, который любит Джанет и не верит в её виновность, официально вступает с ней брак. Когда после завершения процесса Дэвид рассказывает Монике о том, что женился на Джанет, она неожиданно теряет сознание. Дэвид берёт её на руки и кладёт на кровать. Когда он раскрывает ей воротник, то видит на шее Моники медальон, который он подарил Джанет. Затем он отвозит Монику домой, где в печи находит обгоревшую сумочку Джанет. Оставшись с ней наедине, Дэвид прижимает Монику фактами, после чего та сознаётся, что это она убила Питера. Она рассказывает, что уже в течение семи лет любила Дэвида, но он не отвечал ей взаимностью. Тогда она создала для себя культ, собирая личные вещи Дэвида, а также заключила для себя, что личную жизнь с Дэвидом ей заменит совместная работа с ним. Однако, когда Дэвид заявил о планах оставить их совместную практику и переехать в другой город, это разрушило весь её уклад жизни. Чтобы предотвратить такое развитие, она решила убить Питера, чтобы подставить Джанет и таким образом расстроить её отношения с Дэвидом. Однако этот план не сработал. Дэвид забирает у Моники свой медальон и по её просьбе набирает телефон адвоката, чтобы он зафиксировал признание Моники, а затем уходит.

## В ролях
- Джон Лодер — доктор Дэвид Брент
- Джейн Рэндолф — Джанет Урбан
- Карен Морли — доктор Моника Андерсон
- Нильс Эстер — Питер Урбан
- Хьюго Хаас — Хьюго Крал
- Холмс Херберт — Мелвин Расселл
- Майкл Марк — владелец магазина
- Моритц Хьюго — Боб
- Кид Чисселл — курьер

## Создатели фильма и исполнители главных ролей
Как отмечает современный киновед Деннис Шварц, «сценаристом, продюсером и режиссёром фильма стал чешский эмигрант Густав Махаты, более всего известный по фильму „Экстаз“ (1933)». По словам Хэла Эриксона, «„Экстаз“ стал широко известен прежде всего благодаря своим эротическим моментам». В 1937 году Махаты эмигрировал в США, где начал работу с таких фильмов, как мелодрама о жизни китайских фермеров «Добрая земля» (1937) с Полом Муни в главной роли и «Соблазнение» (1937) с Гретой Гарбо и Шарлем Буайе об отношениях Наполеона и польской графини, а также криминальная мелодрама «В рамках закона» (1939). В общей сложности Махаты проработал в США восемь лет, поставив в качестве режиссёра или сорежиссёра восемь фильмов. По мнению Шварца, «Ревность» стала «самым важным фильмом среди тех, которые Махаты сделал в Америке». Как отмечено на сайте Американского института киноискусства, «это единственный фильм, произведённый компанией Gong Productions, и последний американский фильм сценариста, режиссёра и продюсера Густава Махаты», который вскоре после его завершения вернулся в Европу.
Фильм поставлен по истории Далтона Трамбо, который вскоре был включён в Голливудский чёрный список. Наиболее известными картинами по сценариям Трамбо были фэнтези «Парень по имени Джо» (1943) и документальная военная драма «Тридцать секунд над Токио» (1944), которая, по словам кинокритика Брюса Эдера, «подчёркивала необходимость самопожертвования ради победы в войне». Однако в 1947 году Трамбо был вызван на заседание Комиссии Конгресса США по расследованию антиамериканской деятельности, где от него требовали дать показания о своём участии в содействии проникновению коммунистов в киноиндустрию, однако он отказался. Его обвинили в неуважении к Конгрессу и приговорили к 10-месячному тюремному заключению. Однако и после этого Трамбо не мог открыто работать в Голливуде, написав в 1950-е годы под чужими именами сценарии двух фильмов, которые завоевали «Оскары» — «Римские каникулы» (1953) и «Отважный» (1956). С начала 1960-х годов Трамбо снова смог работать в Голливуде легально, написав сценарии таких блокбастеров, как «Спартак» (1960) и «Исход» (1960).
Джейн Рэндолф начала кинокарьеру в 1941 году, сыграв в таких «атмосферных хоррорах», как «Люди-кошки» (1942) и «Проклятие людей-кошек» (1944), после чего «стала известна благодаря ролям ранимых героинь в фильмах нуар „Ревность“ (1945) и „Подставили!“ (1947)». После съёмок в комедийном триллере «Эбботт и Костелло встречают Франкенштейна» (1948), Рэндолф вышла замуж и окончила профессиональную карьеру, переехав в Испанию.
В конце 1920-х годов британский актёр Джон Лодер играл главные или вторые главные роли в первых голливудских звуковых фильмах, после чего в 1930-е годы стал популярной звездой британского кино. С началом Второй мировой войны Лодер снова приехал в Голливуд, где в течение семи лет играл главные роли в фильмах категории В и роли второго плана в крупнобюджетных картинах, однако так и не достиг того звёздного статуса, который был у него в Британии. Среди наиболее известных картин Лодера — триллер Альфреда Хичкока «Саботаж» (1936), провинциальная семейная история Джона Форда «Как зелена была моя долина» (1941) а также две мелодрамы с Бетт Дейвис в главной роли — «Вперёд, путешественник» (1942) и «Старая знакомая» (1943).
В этом фильме небольшую роль чешского эмигранта и друга главного героя сыграл Хьюго Хаас, который в 1950-е годы сам стал снимать мрачные низкобюджетные мелодрамы, такие как «Соблазнение» (1951), «Девушка на мосту» (1951), «Признание одной девушки» (1953), «Другая женщина» (1954) и «Убийство на дороге» (1957) .

## Проблемы с цензурой
Как отмечено на сайте Американского института киноискусства, «администрация Производственного кодекса отвергла несколько первоначальных вариантов сценария по причине того, что фильм даёт „неприемлемую трактовку брака“. Администрация выступала против какого-либо указания на то, что Дэвид и Джанет собираются разорвать её брак с Питером Урбаном, заявив: „мы не можем одобрить историю, в которой одна из сторон брака показана определённо влюблённой в другого человека, и где разрыв брака представлен как акт, при определённых обстоятельствах правильный и целесообразный“». Сценарий фильма был утверждён Администрацией лишь после того, как продюсеры согласились убрать все упоминания о разводе, и чтобы отношения между Дэвидом и Джанет оставались платоническими вплоть до смерти Урбана.

## Оценка фильма критикой
Современный историк кино Спенсер Селби отметил картину, написав, что она «рассказывает об убийстве когда-то успешного, сильно пьющего писателя, в котором обвинена его верная жена», Майкл Кини назвал её «довольно приятным фильмом категории В» и «в меру увлекательным детективом с хорошей операторской работой, но без особенных сюрпризов», а Артур Лайонс отметил, что «благодаря атмосферной режиссуре и хорошей актёрской игре получился увлекательный фильм». Деннис Шварц написал, что это «редкая по своим художественным достоинствам мелодрама от студии Republic». С ним согласен и Хэл Эриксон, отметивший, что эта картина «выполнена на художественно более высоком уровне, чем большинство мелодрам Republic». С другой стороны, по мнению Леонарда Молтина, этот «детектив после многообещающего начала впадает в посредственность. Тем не менее, стиль Махаты отчётливо проявляется в необычных кадрах и монтаже».